# Дедеркой
Дедерко́й — село в Туапсинском районе Краснодарского края. Входит в состав Шепсинского сельского поселения. 

## География
Село расположено на берегу Чёрного моря у впадения реки Дедеркай в 7 км от города Туапсе. Курортное место. В Дедеркое находятся базы отдыха «Изумруд» и «Зелёный Гай», детские лагеря «Зелёный огонёк» и «Салют». 
В селе расположена железнодорожная платформа Дедеркой Северо-Кавказской железной дороги.

## История
Село Дедеркой по состоянию на 26 апреля 1923 года числилось в составе Вельяминовской волости Туапсинского района Черноморского округа Кубано-Черноморской области и располагалось в 14 км от Туапсе или в 7 км по железной дороге.
С 26 января 1925 года село Дедеркой числилось в составе Вельяминовского сельского Совета Туапсинского района. С 21 мая 1935 года в связи с ликвидацией Туапсинского района село перешло в городскую черту Туапсе. С 16 апреля 1940 года село передано во вновь созданный Туапсинский район.
Название произошло от адыг. Дэдэркъуай, где адыг. Дэдэр — фамилия, адыг. къуай — «сыр» или «поселение»: «поселение Додеруку» или «Дедеровский сыр» (что по мнению некоторых лингвистов является неверным переводом). Коков пишет, что здесь действительно жил некто Дедерук. На его участке росло 7 дубов, под которыми собирались горцы. По В. И. Шематульскому, здесь в дороссийские времена действительно делали хороший сыр.

## Население
| 1999 | 2002 | 2010 |
| ---- | ---- | ---- |
| 655  | ↘639 | ↗742 |

На 1 января 1987 года в селе Дедеркой проживало 503 человека. На 1 января 2002 года население составляло 674 человека. По данным Всероссийской переписи населения 2002 года в селе Дедеркой Шепсинского сельского округа Туапсинского района проживали 639 человек, преобладающие национальности — армяне (49 %), русские (46 %).